# Salamwates
Salamwates is een bestuurslaag in het regentschap Trenggalek van de provincie Oost-Java, Indonesië. Salamwates telt 6710 inwoners (volkstelling 2010).